# 3DTV

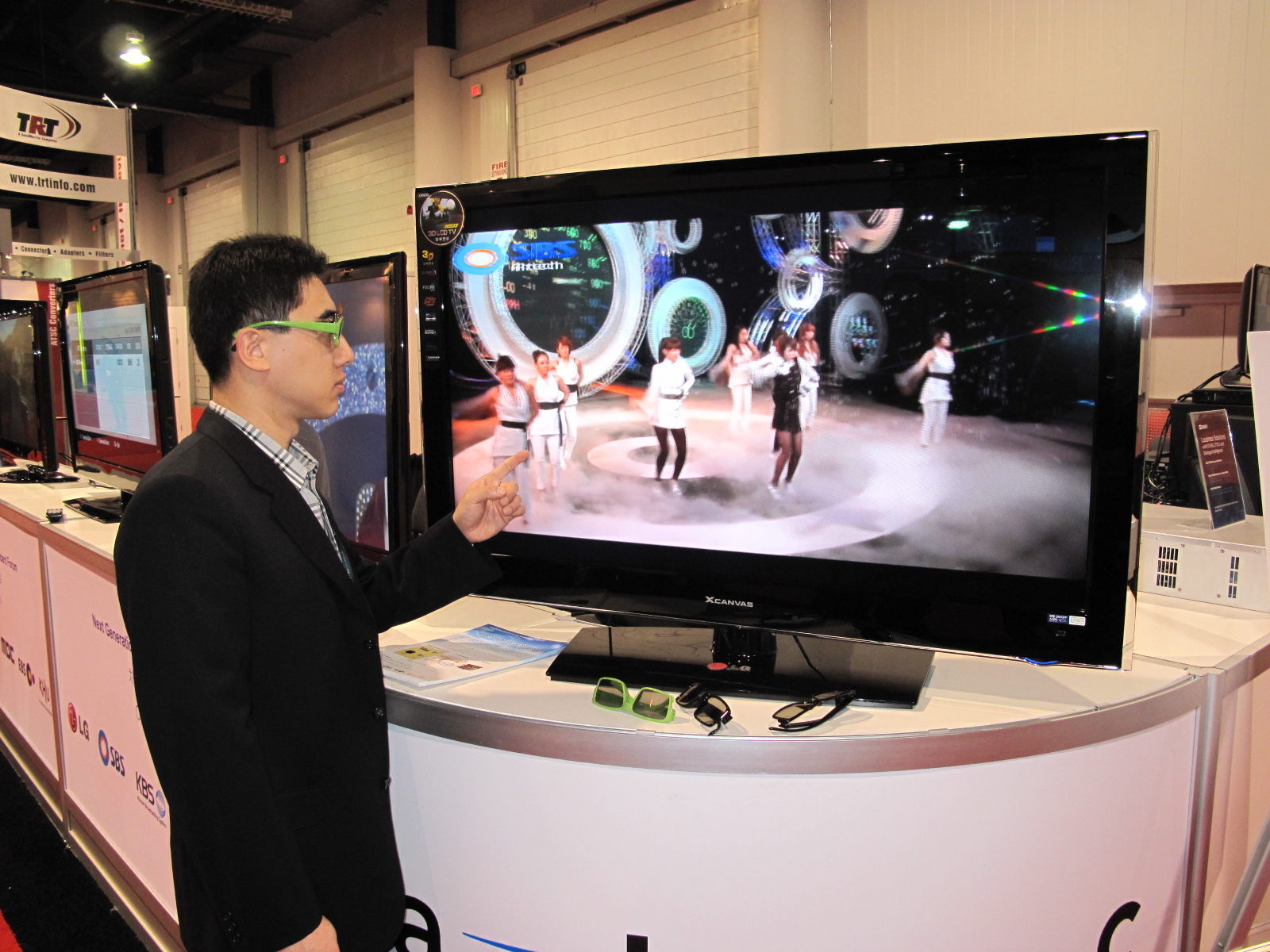
3DTV med tillhörande 3D-glasögon.

3DTV är en typ av teknik för television som även kan överföra tredimensionell rörlig bild, så att tittaren får förbättrade möjligheter att uppfatta djup i bilden. 3DTV-tekniker kan delas in i följande kategorier:
- Stereofotografisk (stereoskopisk) 3DTV, som visar två bilder, en för varje öga, baserat på antingen
  - rödgröna 3D-glasögon tillsammans med en vanlig 2DTV-skärm. Glasögonen visar en röd bild för ena ögat och en grön för det andra ögat;
  - en särskild 3DTV-skärm som kräver 3D-glasögon, vanligen utformade så att de visar vertikalt polariserat ljus för ena ögat och horisontellt polariserat för andra, och således återger stereofotografiska bilder i full färg;
  - autostereofotografisk 3DTV, som är en skärm som visar en bild för varje öga, men inte kräver 3D-glasögon, och endast kan återge 3DTV för en person åt gången;
  - stereoskopisk virtual retina display (VRD), retinal projector (näthinneprojektor) eller VR-glasögon, som projicerar bilder direkt på näthinnan, eventuellt kombinerat med virtuell verklighet som skapar vyer baserat på huvudets rörelser; eller
- flervyteknik (eng. multi-view 3D-TV), som är en TV-skärm som inte kräver särskilda glasögon, som visar fler bilder än två och möjliggör att man ser nya vyer genom att flytta huvudet, vanligen i sidled. På så sätt kan man i viss mån titta bakom föremål för att se skymda objekt. Flera personer kan se på samma skärm samtidigt. En linsmatta placerad på en HDTV-skärm gör att olika pixlar visas i olika betraktelsevinklar.

Det finns idag kommersiella produkter för alla dessa tekniker, men de flesta produkter bygger i dagsläget på stereofotografiska 3DTV-skärmar för polariserade 3D-glasögon.
För att filma 3D-TV kan flera vyer fotograferas med hjälp av en matris bestående av flera kameror. Alternativt kan 2D-fotografering kombineras med avståndsfotografering för att mäta djup, exempel baserat på en plenoptisk kamera eller genom att mäta reflektionstid (time-of-flight). En 3D-modell kan sedan byggas upp i en dator och bildbehandling kan användas för att rendera olika vyer av modellen.

## Stereofotografisk 3DTV
Liksom HDTV finns det mottagare som HD-ready och Full HD, skillnaden är att de benämns med titeln är 3D-ready och Full 3D. För att kunna titta på 3DTV behövs att materialet man tittar på sänder i 3D och så behöver man en digital-tv mottagare som klarar av 3D-sändningarna.
För att titta på filmer behövs istället en Blu-rayspelare som är anpassad för 3DTV och filmer som är anpassade för uppspelning i 3D.
3DTV-apparater kan även de ta emot sändningar i vanligt 2D-läge. TV-apparaterna stöder vanligtvis HDMI 1.4 och minst en uppdateringsfrekvens på 120 Hz.
Det finns två stora tillverkare inom Full 3D som båda har givit olika specifikationer för vad Full 3D är. Panasonic ger skärmupplösningen 1920X1080 pixlar medan Toshiba ger en upplösning på 1280x720. Toshiba har också tillverkat världens första glasögonfria 3DTV mottagare och beräknas kunna börja sälja den under 2015. Philips började tidigare utveckla TV-apparater som inte kräver glasögon men efter att kostnaden blev för hög lade man ned projektet.